# Thoridia veirsi
Thoridia veirsi är en fjärilsart som beskrevs av Brown och Powell 1991. Thoridia veirsi ingår i släktet Thoridia och familjen vecklare. Inga underarter finns listade i Catalogue of Life.